# Šendžov 5
Šendžov 5 (poenostavljena kitajščina: 神舟五号; tradicionalna kitajščina: 神舟五號; pinjin: shénzhōu wǔ hào) je prva kitajska vesoljska odprava s človeško posadko. Vesoljsko ladjo Šendžov (pinjin: Shénzhōu) in astronavta Jang Liveja, 38-letnega nekdanjega vojaškega pilota, je v krožnico okoli Zemlje ponesla nosilna raketa Dolgi pohod 2F. Izstrelitev je bila 15. oktobra 2003 ob 9. uri po krajevnem času (UTC +8) iz vesoljskega izstrelišča Džjučuan v puščavi Gobi, provinca Gansu. Vesoljska ladja je krožnico dosegla ob 9:10 po krajevnem času. Po 14 obkrožitvah Zemlje je vesoljska ladja znova vstopila v atmosfero 21 ur pozneje, 16. oktobra ob šesti uri in štiri minute po krajevnem času, in pristala ob 6:28 po krajevnem času le 4,8 km od predvidenega mesta pristanka v Notranji Mongoliji. Orbitalni modul vesoljske ladje je ostal v krožnici, kjer bo še naslednjih šest mesecev samodejno opravljal poskuse.
S tem je po enajstih letih razvoja programa Šendžov postala Ljudska republika Kitajska za Sovjetsko zvezo in ZDA tretja država na svetu, ki je uspešno izstrelila človeka v vesoljski prostor.